# Des fleurs sur la neige
A Des fleurs sur la neige (magyarul: Virágok a hóban) egy 1991-ben sugárzott kanadai minisorozat, mely Jean Lepage azonos című regénye alapján készült.

## Cselekmény
A sorozat Elisa Trudel (Céline Dion) életéről szól. Elisa mindig arra törekedett, hogy anyja szeresse őt, de családtagjai sokat bántalmazták, megalázták. 16 év után vallotta ezt be az iskolában, ekkor választották el őt családjától. Elisának ezután fogalma sincs róla, milyen a normális élet, hogyan kell egy családban vagy a társadalomban helyt állni.

## Szereplők
- Céline Dion - Elisa
- Han Masson
- Danielle Bissonette
- Emmanuel Charest - Savaria
- Marie Charlebois
- Normand Chouinard
- Patrick Huneault
- Roger Léger
- Louise Richer
- Gildor Roy